# Іварс Годманіс
Іварс Годманіс (27 листопада 1951 , Рига ) — латвійський політик, перший прем'єр-міністр Латвії після здобуття нею незалежності від СРСР. Вдруге очолив уряд у грудні 2007 року.

## Життєпис
Вищу освіту здобув на фізико-математичному факультеті Латвійського державного університету.
З 1972 року працював викладачем у тому ж університеті, в 1983 році захистив дисертацію. Пізніше працював вчителем у школі, а потім, з 1986 по 1990 рік, науковим співробітником в Інституті фізики твердого тіла.
Політичну кар'єру зробив у Народному фронті Латвії (НФЛ), утвореному в радянський час, який боровся за відновлення незалежності Латвії. У 1989 він став заступником голови НФЛ, в 1990 році був обраний депутатом Верховної ради, а з 1990 по 1993 очолював Раду міністрів.
У 1993 балотувався в 5-й парламент за списком НФЛ, проте партія не подолала 4-відсотковий бар'єр, і І. Годманіс тимчасово пішов з політики.
У серпні 1996 І. Годманіс був обраний до виконавчого комітету Латвійського Олімпійського комітету, а в 1997 вступив в партію «Латвійський шлях». У 1998 він був обраний до Сейму за списком цієї партії і займав посаду міністра фінансів в уряді Віліса Кріштопанса.
У 2002 Годманіс не пройшов у 8-й Сейм, а в 2006 він знову став депутатом від об'єднаного списку Латвійської першої партії і Латвійського шляху. У попередньому уряді Айгара Калвітіса обіймав посаду міністра внутрішніх справ. У квітні 2007 Годманіс був висунутий кандидатом на пост президента Латвії, проте пізніше свою кандидатуру відкликав. У грудні 2007 знову очолив уряд країни. В умовах наростання соціальної кризи в країні 20 лютого 2009 був змушений подати у відставку з поста прем'єр-міністра.
18 червня 2008 Годманіс потрапив у ДТП. Автомобіль, в якому він їхав, зіткнувся з мікроавтобусом. Після аварії був доставлений в лікарню зі струсом мозку і тріщиною скроневої кістки. Крім самого прем'єр-міністра в аварії також постраждала літня пасажирка автобуса.